# 陆宗贽
陆宗贽，山东临清人，清朝政治人物。
陆宗贽曾于1660年接替涂贽任上海县知县一职，1661年由王孙兰接任。